# كتاب سويجا
كتاب سويجا، والمعروف أيضًا بأسم "الداريا"، قد أثار جنون العديد من الباحثين على مر السنوات الماضية. يُطلق عليه البعض أيضًا "كتاب الموت" أو الكتاب الذي يقتل صاحبه. يشير الكثير من الدارسين الذين أبدوا اهتمامًا في تحليل هذا الكتاب إلى أنه يحتوي على كم هائل من الطلاسم الغامضة، ومن يمتلك القدرة على فك شفراتها يمكنه استنباط تعويذات سحرية قوية للغاية من السحر الأسود. الكتاب مُحاط بهالة من الغموض، حيث لا يمكن تحديد تاريخ تأليفه بدقة، ولا الغرض من كتابته، ولا هوية مؤلفه، ولا حتى المستفيدين منه. كل ما يُعرف عنه لا يعدو كونه تكهنات وفرضيات يسعى الباحثون إلى تقديمها لكشف خفايا هذا الكتاب.

## بداية الكتاب
تبدأ حكاية الكتاب مع عالم الرياضيات "جون دي"، حيث تعود أحداثها إلى 10 مارس 1552، عندما وقع بصر "جون دي" على مخطوطة غامضة أثارت فضوله. فاستغرق في رحلة من البحث وانقطع عن العالم الخارجي، عاكفاً على تحليل الجداول الرقمية والأحرف الغامضة. وبعد فترة طويلة من البحث الدؤوب، خرج ليتحدث إلى الناس بكلمات لا تناسب شخصية مرموقة كعالم رياضيات ومستشار للملكة "إليزابيث الأولى". إذ زعم أنه قد أجرى حديثاً مع ملاك يُدعى "أوريل"، والذي أبلغه بأن هذه المخطوطة ليست من صنع البشر، بل تعود إلى آدم عليه السلام، وأن قوى خفية قامت بنقلها عبر الأزمنة.

## ماهية الكتاب
يعتبره البعض عبارة عن أطروحة لاتينية مشفرة برموز غير مفهومة، أُنتجت في القرن السادس عشر على يد عالم الرياضيات المعروف في لندن آنذاك "جون دي". كانت تلك النسخة هي الوحيدة المعروفة للكتاب، والتي احتوت على مجموعة من الحروف والطلاسم الغامضة. ويقال إن الصفحات الست والثلاثين الأخيرة تحتوي على تعويذات سحرية ذات قوة هائلة في مجال السحر الأسود. ما يثير الدهشة هو أنه بعد وفاة "جون دي" غاب الكتاب عن الأنظار، ولم يُعاد اكتشافه لعدة قرون، حتى ظهرت في عام 1994 مخطوطتان، إحداهما في المكتبة البريطانية بلندن، والأخرى في مكتبة بودلي بجامعة أكسفورد.

## محتويات الكتاب
كتاب سويجا يشتمل على ما يقل عن 200 صفحة، تتألف في معظمها من مصفوفات، تتراوح بين الأرقام والحروف، وتحتوي على نحو 40 ألف حرف، حيث يبدو أن معظم النص غير واضح المعالم، باستثناء بعض الأجزاء المكتوبة باللغة اللاتينية. يتناول الكتاب تعويذات سحرية تستهدف استحضار شياطين أو ملائكة وفقًا للتعويذة المستخدمة، ولا يزال من الصعب حتى اليوم فك رموز محتواه بدقة. أما بقية الصفحات فهي مملوءة بالرموز والطلاسم والرسوم والجداول الغريبة، والتي قد تبدو للوهلة الأولى وكأنها مخصصة لأغراض السحر الأسود والشعوذة. وهناك من يراها رسائل مشفرة تنتمي إلى عالم التنجيم والفلك.

## لعنة الكتاب
تشير بعض الدراسات إلى أن حيازة كتاب سويجا لفترة طويلة كانت سببًا لموت ملاكه بطريقة غامضة نتيجة محاولاتهم لفك ألغاز هذا الكتاب أو استغلال سحره. ومن بين هذه الحكايات المأساوية، أُطلق على الكتاب لقب "الكتاب الذي يقتل صاحبه"، حيث تصيب من يمتلكه لعنة تُعرف بـ "الفجفوجة"، وهي لعنة معقدة يصعب فك طلاسمها، تؤدي إلى وفاة المصاب بعد ساعتين فقط من قراءة الكتاب بالكامل، ولم ينجُ منها سوى 2% فقط ممن خاضوا تجربة امتلاك الكتاب.